# MIM-104 Patriot
MIM-104 Patriot là hệ thống tên lửa đất đối không (SAM) được trang bị cho Lục quân Mỹ và các nước đồng minh. Hệ thống này được phát triển bởi Raytheon và lấy tên dựa theo radar sử dụng trong tổ hợp. AN/MPQ-53, trái tim của hệ thống này, là loại radar mảng pha hay tên tiếng Anh là "Phased Array Tracking Radar to Intercept on Target", viết tắt là PATRIOT. Hệ thống tên lửa phòng không này ra đời đã thay thế hệ thống phòng thủ chống tên lửa đạn đạo MIM-14 Nike Hercules trong vai trò phòng thủ tên lửa tầm trung-cao (High to Medium Air Defense (HIMAD)) và thay thế cho hệ thống tên lửa phòng không MIM-23 Hawk trong vai trò phòng không chiến thuật tầm trung. Ngoài ra, Patriot còn đảm nhận vai trò phòng thủ chống tên lửa đạn đạo (Anti-Ballistic Missile), và đây cũng là vai trò chính của Patriot hiện nay. Hệ thống MIM-104 dự kiến sẽ ở trong trang bị của quân đội Mỹ đến năm 2040. Tổng cộng 1.106 bệ phóng đã được bán cho quân đội Mỹ. Năm 2010, quân đội Mỹ có 60 hệ thống tương ứng với 483 bệ phóng còn hoạt động (623 bệ phóng còn lại là các phiên bản đời cũ, đã bị loại bỏ do không được nâng cấp hoặc hết niên hạn sử dụng).
Patriot sử dụng tên lửa nâng cấp khả năng đánh chặn cùng với hệ thống radar hiệu năng cao. Patriot được phát triển tại Redstone Arsenal có trụ sở tại Huntsville, Alabama, cũng là nơi đã phát triển hệ thống phòng thủ chống tên lửa Safeguard với tên lửa phòng không Spartan và tên lửa đánh chặn siêu vượt âm Sprint.
Ngoài Mỹ, Patriot cũng nằm trong trang bị của quân đội các nước Hà Lan, Ba Lan, Đức, Nhật Bản, Israel, Ả rập Xê út, Kuwait, Taiwan, Hy Lạp, Tây Ban Nha, UAE, Quatar, Romania và Thuỵ Điển, Hàn Quốc. Hàn Quốc và Jordan là hai nước đã mua lại hệ thống phòng không Patriot của quân đội Đức. Patriot là một trong số những hệ thống phòng thủ được triển khai hoàn toàn tự động.
Trong chiến tranh vùng vịnh năm 1991, Patriot được cho là đã đánh chặn thành công 40 tên lửa Scud của quân đội Iraq, tuy nhiên cũng đã đánh trượt nhiều tên lửa khác. Hệ thống cũng được dùng để đánh chặn tên lửa của Iraq trong cuộc Chiến tranh Iraq 2003, đồng thời cũng được Ả rập Xê út và UAE sử dụng để đánh chặn các cuộc tấn công bằng tên lửa của Houthi trong cuộc nội chiến Yemen. Lần đầu tên lửa Patriot bắn hạ được máy bay của đối phương là khi khẩu đội tên lửa MIM-104D của Israel bắn hạ 2 UAV của lực lượng Hamas trong Operation Protective Edge ngày 31 tháng 8 năm 2014, và sau đó, ngày 23 tháng 9 năm 2014, khẩu đội tên lửa Patriot của Israeli đã bắn rơi một chiếc Sukhoi Su-24 của không quân Syria khi xâm phạm vùng trời cao nguyên Golan.

## Giới thiệu

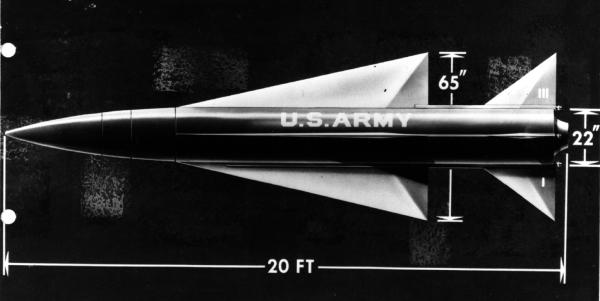
Field Army Ballistic Missile Defense System (FABMDS)

Trước khi phát triển hệ thống tên lửa phòng không Patriot, Raytheon đã tham gia vào việc phát triển nhiều loại tên lửa đất đối không, trong đó có FABMDS (Field Army Ballistic Missile Defense System), AADS-70 (Army Air-Defense System – 1970) và SAM-D (Surface-to-Air Missile – Development). Năm 1975, tên lửa phòng không SAM-D đã đánh chặn thành công mục tiêu bay tại Bãi thử nghiệm tên lửa White Sand. Năm 1976, tên lửa được đổi tên thành hệ thống tên lửa phòng không PATRIOT. Hệ thống MIM-104 Patriot mới sẽ sử dụng nhiều công nghệ mới, trong đó bao gồm radar quét mảng pha điện tử thụ động (PESA) MPQ-53 và hệ thống dẫn đường bám thông qua tên lửa (track-via-missile). Chương trình phát triển tên lửa đạt tới mức toàn diện từ năm 1976 và được đưa vào triển khai vào năm 1984. Patriot ban đầu được sử dụng như một hệ thống tên lửa phòng không chống máy bay, nhưng trong năm 1988 nó đã được nâng cấp, khiến cho nó có khả năng đánh chặn các tên lửa đạn đạo chiến thuật (tactical ballistic missile) (TBM) và hệ thống này được đặt tên là PAC-1 (Patriot Advanced Capability-1). Phiên bản mới nhất hiện nay, PAC-3, gần như là thiết kế lại hoàn toàn hệ thống ban đầu, tăng khả năng đánh chặn tên lửa đạn đạo chiến thuật.

### Tên lửa Patriot có điều khiển
Phiên bản đầu tiên có tên gọi là MIM-104A "Standard". Tên lửa thế hệ đầu được thiết kế cho việc đánh chặn máy bay và có rất ít khả năng đánh chặn tên lửa đạn đạo. Nó có tầm bắn 70 km (43 mi), tốc độ gần đạt tới Mach 2. Phiên bản tên lửa MIM-104B "anti-standoff jammer" (ASOJ) được thiết kế để tìm kiếm và tiêu diệt phương tiện tác chiến điện tử ECM.

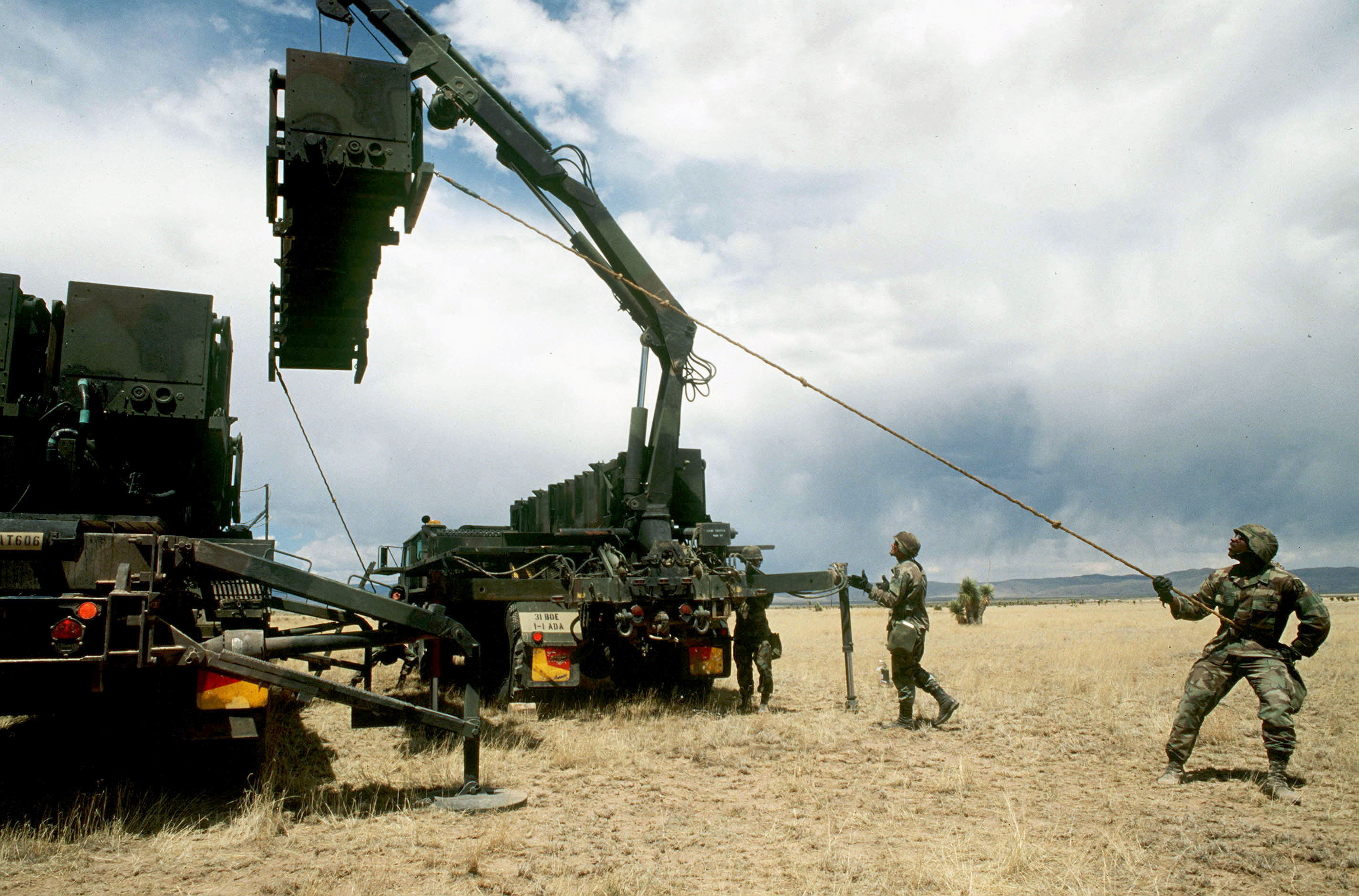
Khẩu đội tên lửa đang nạp đạn cho hệ thống Patriot

Phiên bản MIM-104C PAC-2 là phiên bản đầu tiên được tối ưu hoá cho vai trò đánh chặn tên lửa đạn đạo. Các phiên bản (MIM-104D/E) là phiên bản cải tiến của tên lửa PAC-2. Phiên bản PAC-3 được thiết kế hoàn toàn mới, với đầu dò chủ động băng tần Ka, tiêu diệt mục tiêu bằng động năng, thay vì bằng đầu đạn nổ phân mảnh như các thế hệ trước, và cải tiến thêm khiến cho khả năng đánh chặn tên lửa đạn đạo được nâng cao hơn rất nhiều.
Mỗi container tên lửa của Patriot phiên bản PAC-3 có khả năng mang 4 tên lửa, do đó có 16 tên lửa được trang bị cho mỗi bệ phóng. Container vừa là dùng để vận chuyển tên lửa vừa là nơi chứa/ống phóng tên lửa. Tên lửa được nạp vào container tại nhà máy và không cần tiến hành kiểm tra trước khi phóng tên lửa.
Tên lửa PAC-2 dài 5,8 mét (19 ft 0 in), trọng lượng 900 kilôgam (2.000 lb), sử dụng động cơ thuốc phóng rắn.

#### Thiết kế của tên lửa Patriot
Họ tên lửa PAC-2 có thiết kế gần như giống nhau, sự khác biệt duy nhất là nằm ở thành phần bên trong tên lửa. Từ trước ra sau lần lượt là phần nón mũi, phần dẫn đường, phần đầu đạn, phần động cơ, phần điều khiển cánh lái.
Mũi nón của tên lửa được chế tạo từ nhựa silic với độ dày khoảng 16,5 milimét (0,65 in), với hợp kim nickel ở đầu mũi. Nón tên lửa tạo ra một dạng khí động học cho tên lửa, đồng thời cũng trong suốt đối với sóng siêu âm và cách nhiệt cho đầu dò tần số radio và các thiết bị điện tử khác.
Phần dẫn đường của tên lửa Patriot chủ yếu là hệ thống dẫn đường kỹ thuật số hàng không module (modular digital airborne guidance system) (MDAGS).
Phần đầu đạn, nằm ngay phía sau phần dẫn đường của tên lửa, chứa đầu đạn mang Ngòi nổ cận đích, các thiết bị đảm bảo an toàn, mạch của ngòi nổ và ăng ten, mạch chuyển liên kết ăng ten, các thiết bị điện tử phụ trợ, sensor, cùng với bộ chuyển đổi tín hiệu ăng ten.
Phần động lực của tên lửa bao gồm động cơ, lá chắn nhiệt và hai vòi phụt bên ngoài. Tên lửa Patriot sử dụng động cơ nhiên liệu rắn.

## Các phiên bản tên lửa Patriot

### MIM-104A
Patriot lần đầu tiên được giới thiệu dưới dạng hệ thống phóng với một tên lửa: MIM-104A. Ban đầu, hệ thống được sử dụng với vai trò chống máy bay đối phương, và không có khả năng đánh chặn tên lửa đạn đạo. Vấn đề này được giải quyết từ cuối những năm 1980s khi Patriot được nâng cấp trở thành phiên bản mở rộng tính năng Patriot Advanced Capability cùng với việc cập nhật hệ thống.

### MIM-104B (PAC-1)
Patriot Advanced Capability (PAC-1), là phiên bản cải tiến của PAC-1 chỉ tập trung ở cải tiến phần mềm. Ở phiên bản này nhà phát triển đã thay đổi phương thức dò tìm mục tiêu của radar. Nhờ đó mà hệ thống PAC-1 cải tiến có khả năng bảo vệ tốt hơn trước mục tiêu tên lửa đạn đạo, nhưng lại giảm hiệu quả khi cần đánh chặn các mục tiêu truyền thống do góc quét của radar bị thu hẹp. Ngoài ra nó cũng làm thay đổi phương thức tác chiến của tổ hợp, thay vì được sử dụng như một tổ hợp phòng thủ phạm vi rộng lớn, thì giờ đây, nó được sử dụng để bảo vệ các mục tiêu điểm có diện tích nhỏ hơn nhiều.
Trong những năm 1980s, tổ hợp Patriot đã được cải tiến nhiều về phần mềm. Quan trọng nhất là việc cải tiến hệ thống để phát hiện và đánh chặn mục tiêu là tên lửa đạn đạo/đạn pháo bắn tử các tổ hợp pháo phản lực bắn loạt-mối nguy cơ chính từ Triều Tiên. Mặc dù chưa từng được kiểm chứng trong chiến đấu thực tế và đã bị loại bỏ trong các tổ hợp của Mỹ, nhưng tính năng này vẫn được giữ lại ở tổ hợp Patriot của Hàn Quốc. Một cải tiến khác của hệ thống là việc đưa vào trang bị loại tên lửa mới với tên gọi MIM-104B "anti stand-off jammer" (ASOJ) trong trang bị của Lục quân Hoa Kỳ. Loại tên lửa mới đã giúp hệ thống Patriot có khả năng bắn hạ các mục tiêu là máy bay tác chiến điện tử của đối phương. Bản chất nguyên lý hoạt động của nó giống như tên lửa chống bức xạ radar, có khả năng định vị, xác định nguồn phát sóng lớn nhất trong khu vực mục tiêu mà nhân viên vận hành xác định.

### MIM-104C (PAC-2)
Cuối những năm 1980s, những thử nghiệm đã chỉ ra rằng dù Patriot có khả năng đánh chặn tên lửa đạn đạo, nhưng câu hỏi đặt ra là liệu tên lửa MIM-104A/B có đáng tin cậy trong việc phá huỷ hoàn toàn tên lửa đạn đạo hay không. Điều này đã dẫn đến việc cải tiến hệ thống, và tên lửa PAC-2 ra đời.
Những cải tiến về hệ thống của PAC-2 tương tự như những cải tiến trên hệ thống PAC-1, với mức độ cải tiến cao hơn. Hệ thống mới cũng giới thiệu loại tên lửa đánh chặn mới là MIM-104C, hay tên lửa PAC-2. Tên lửa được thiết kế tối ưu cho việc đánh chặn tên lửa đạn đạo. Khác biệt lớn nhất ở tên lửa PAC-2 là kích cỡ của mảnh đạn trong đầu nổ phân mảnh (từ khoảng 2 gram đến 45 gram), cùng với đầu nổ dạng xung-radar Doppler lập trình được thời gian được tối ưu cho tên lửa đánh chặn ở tốc độ cao. Quy tắc khi phóng đạn bắn chặn tên lửa đạn đạo cũng được thay đổi. Theo đó, thay vì việc phóng 2 đạn tên lửa đánh chặn cùng lúc, thì việc phóng giãn cách từ 3 đến 4 giây, sẽ khiến cho tên lửa thứ hai phân biệt được đầu đạn của tên lửa đạn đạo trong quầng lửa từ vụ nổ do tên lửa đánh chặn thứ nhất gây ra.
PAC-2 được thử nghiệm lần đầu vào năm 1987 và được đưa vào trang bị trong Lục quân Mỹ từ năm 1990, đúng thời điểm xảy ra Chiến tranh Vùng Vịnh. Tại cuộc chiến này, hệ thống phòng thủ tên lửa Patriot đã chứng minh được nó là một hệ thống ABM có năng lực, và việc đánh chặn tên lửa đạn đạo là có khả thi.
Tháng 4 năm 2013, Raytheon đã nhận được hợp đồng của Lục quân Mỹ để kéo dài thời gian sử dụng của hệ thống tên lửa Patriot từ 30 lên 45 năm.

### MIM-104D (PAC-2/GEM)
Phiên bản tên lửa MIM-104D được cải thiện hơn về mặt dẫn đường (guidance enhanced missiles) (GEM).
Tên lửa MIM-104D được cải tiến về ngòi nổ cận đích khiến nó trở nên phản ứng nhanh hơn, những nghiên cứu đã chỉ ra ngòi nổ trên tên lửa PAC-2 nguyên bản kích hoạt đầu đạn quá chậm khi đánh chặn tên lửa đạn đạo, do đó cần cải tiến giảm sự trễ của ngòi nổ. Tên lửa GEM cũng có đầu dò mới ít nhiễu hơn để giảm nhiễu phía trước đầu dò radar tên lửa, và có khả năng phát hiện mục tiêu có thiết diện phản xạ radar nhỏ tốt hơn. Tên lửa GEM được sử dụng một cách rộng rãi trong Cuộc tấn công Iraq 2003.

### MIM-104E (PAC-2/GEM+)
Từ trước khi Cuộc tấn công Iraq 2003 diễn ra, đã có chương trình phát triển nâng cấp GEM và tên lửa PAC-2. Kết quả của những nâng cấp này là việc phiên bản GEM-T và GEM-C ra đời. Phiên bản "T" cho chống tên lửa đạn đạo chiến thuật (Tactical ballistic missiles), còn "C" cho chống tên lửa hành trình (Cruise missiles). Các phiên bản này đều thiết kế lại mũi tên lửa để hoạt động đánh chặn hiệu quả hơn các mục tiêu ở độ cao thấp và có thiết diện phản xạ radar thấp. Ngoài ra, tên lửa GEM-T sử dụng đầu đạn với ngòi nổ mới cải tiến hơn nữa trong việc đánh chặn tên lửa đạn đạo cùng với bộ dao tử nhiễu thấp giúp tăng độ nhạy trong việc dò tìm mục tiêu thiết diện phản xạ radar thấp. Tên lửa GEM-C được cải tiến từ GEM, trong khi GEM-T được cải tiến từ PAC-2.
Năm 2018, Raytheon đã cải tiến hệ thống dẫn đường của GEM-T bằng bộ truyền tín hiệu gallium nitride thể rắn (GAN).

### MIM-104F (PAC-3

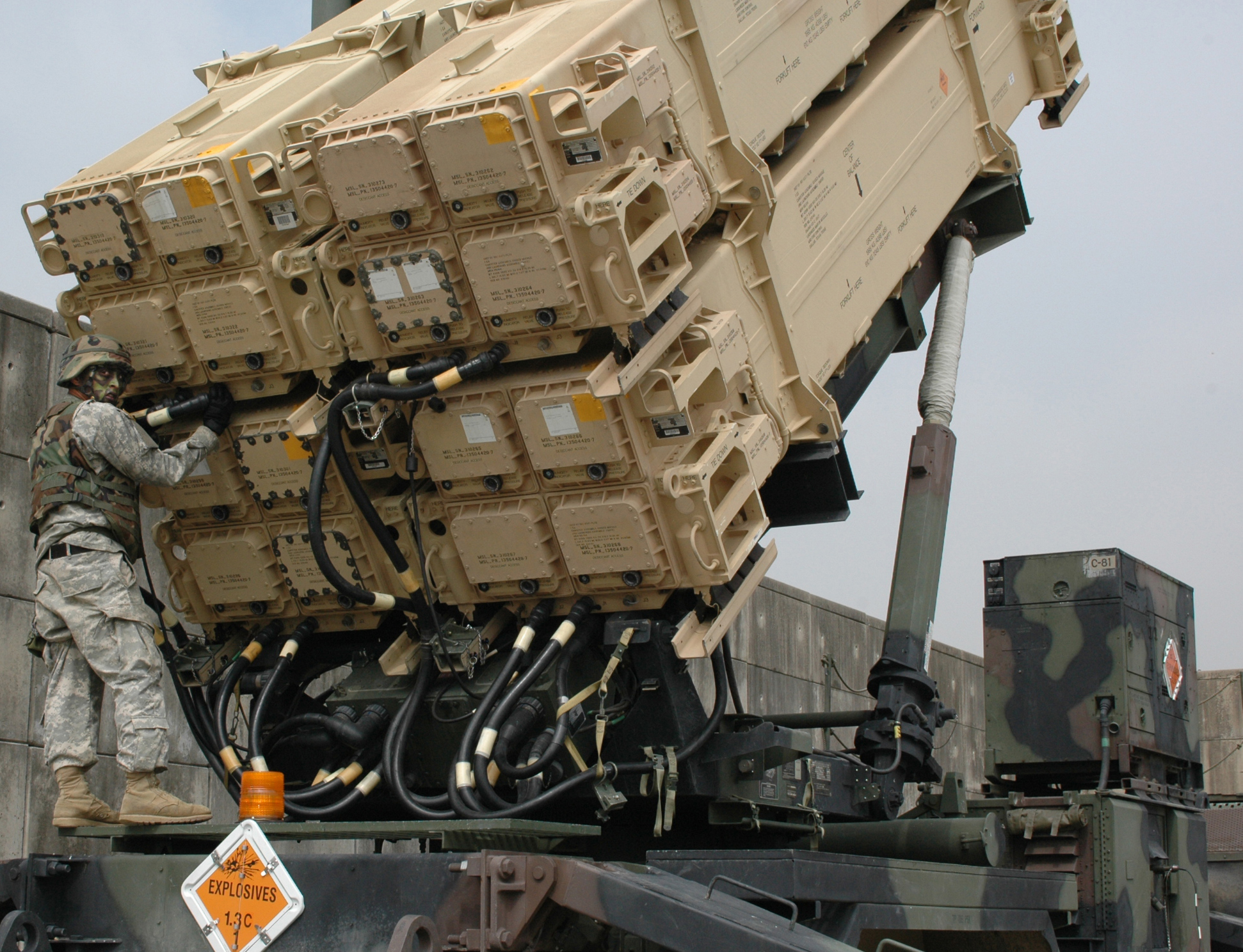
Tổ hợp phóng tên lửa PAC-3, lưu ý có 4 tên lửa trong mỗi container phóng

Hệ thống PAC-3 đã cải tiến gần như toàn bộ hệ thống tên lửa trước đây. Hệ thống PAC-3 được triển khai theo từng giai đoạn 1995, 1996 và 2000, được gọi là Cấu hình 1, 2, và 3.

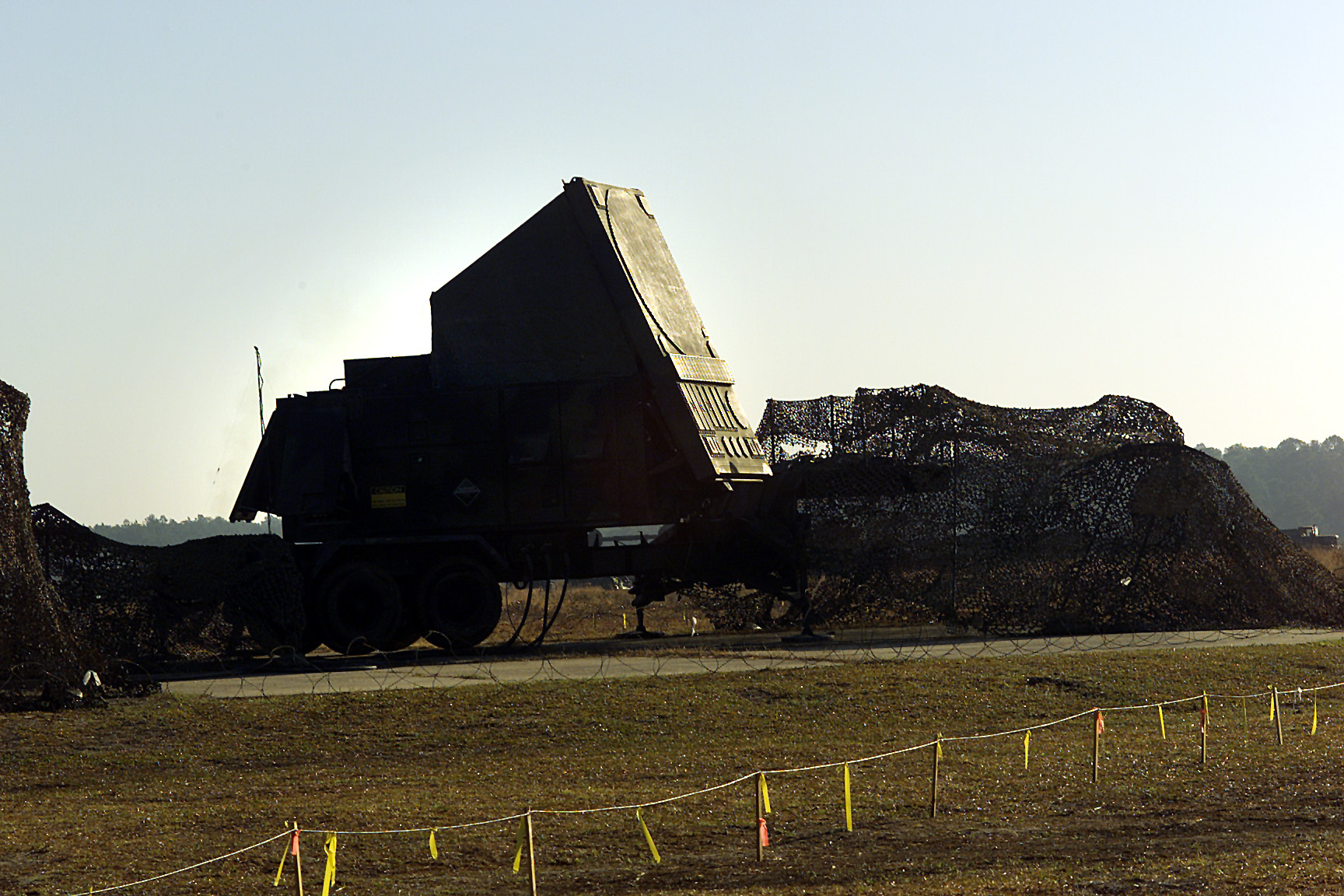
Radar AN/MPQ-53 có nhiệm vụ phát hiện mục tiêu, theo dõi và dẫn đường cho tên lửa

## Nước sở hữu

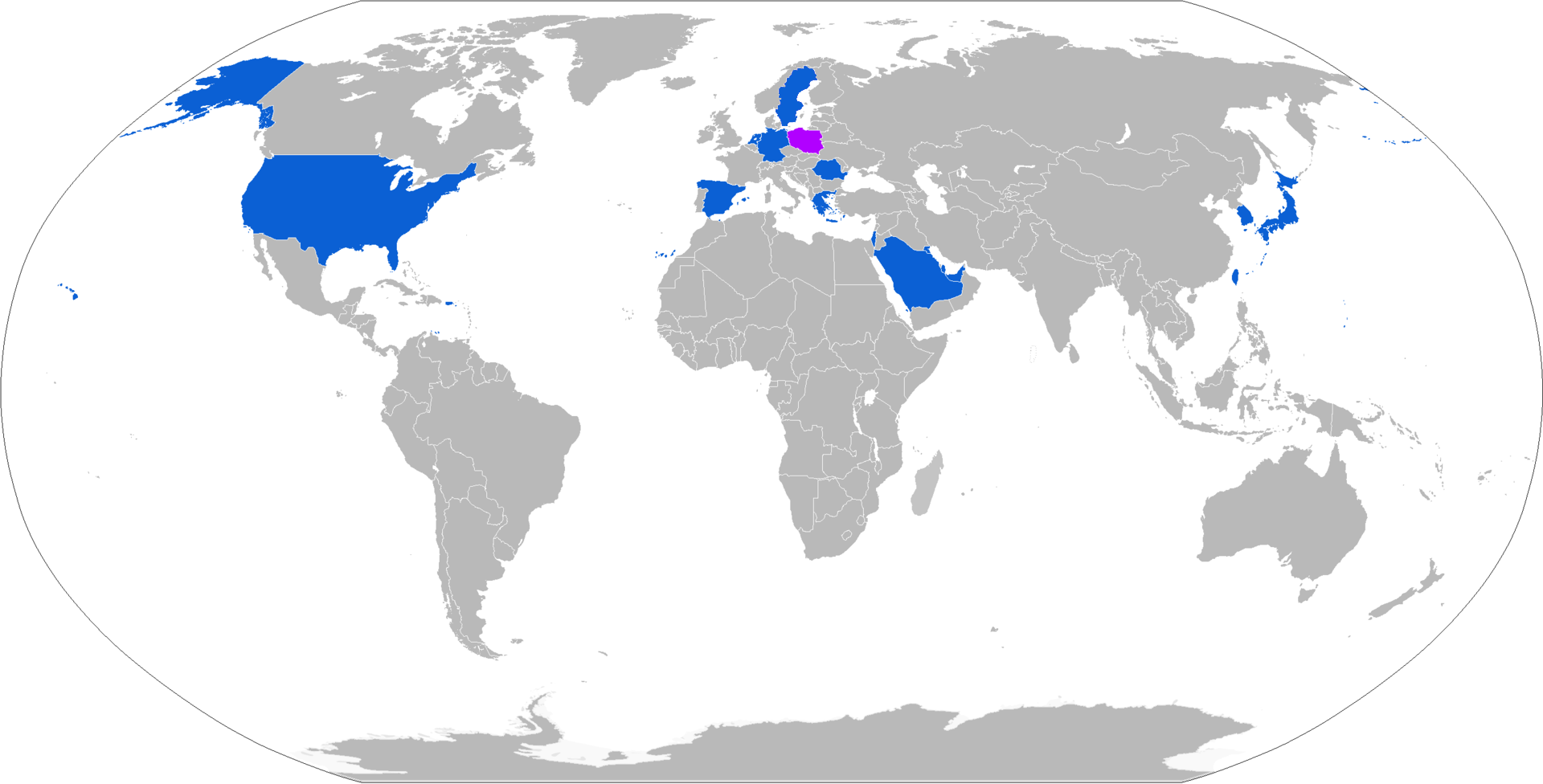
Map with MIM-104 operators in blue and potential operators in purple

Hiện tại các quốc gia sở hữu hệ thống MIM-104 gồm:
 Đức
- Không quân Đức
  - Flugabwehrraketengeschwader 1

 Hy Lạp
- Hellenic Air Force
  - 350 Guided Missiles Wing
    - 21th Guided Missile Squadron (PAC-2 & PAC-3)
    - 22th Guided Missile Squadron (PAC-2 & PAC-3)
    - 23th Guided Missile Squadron (PAC-2 & PAC-3)
    - 24th Guided Missile Squadron (PAC-2 & PAC-3)
    - 25th Guided Missile Squadron (PAC-2 & PAC-3)
    - 26th Guided Missile Squadron (PAC-2 & PAC-3)

 Israel
- Không quân Israel
  - Israeli Air Defense Command (GEM+ "Yahalom")[25] – đã được thay thế bằng hệ thống David's Sling[26]

 Nhật Bản
- Japan Air Self-Defense Force

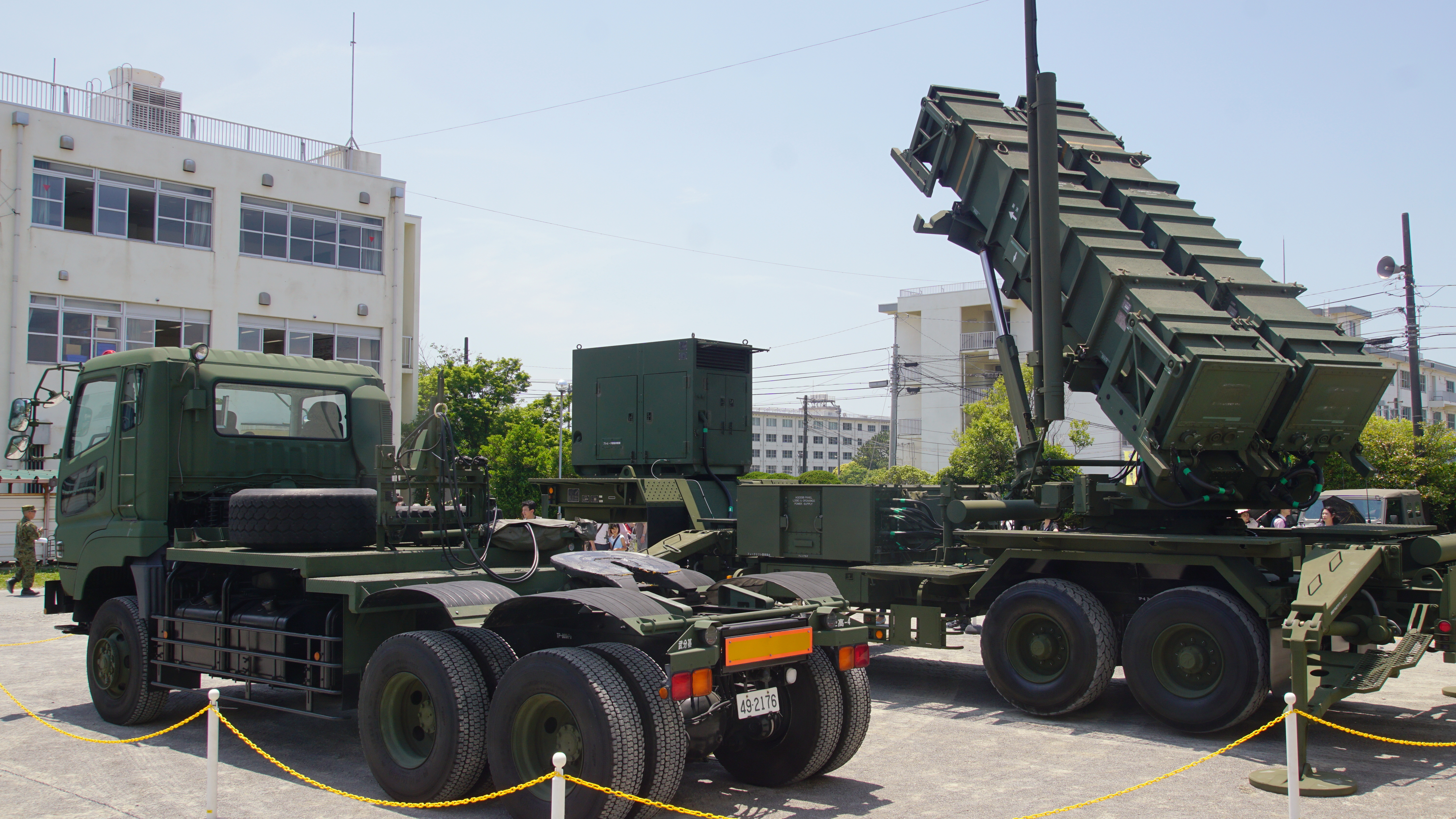
Japan Air Self-Defense Force MIM-104 Patriot launcher

  - Air Defense Missile Training Unit (ADMTU) (PAC-2 & PAC-3)
  - 1st Air Defense Missile Group (1st ADMG) (PAC-2 & PAC-3)
  - 2nd Air Defense Missile Group (2nd ADMG) (PAC-2 & PAC-3)
  - 3rd Air Defense Missile Group (3rd ADMG) (PAC-2 & PAC-3)
  - 4th Air Defense Missile Group (4th ADMG) (PAC-2 & PAC-3)
  - 5th Air Defense Missile Group (5th ADMG) (PAC-2 & PAC-3)
  - 6th Air Defense Missile Group (6th ADMG) (PAC-2 & PAC-3)

 Jordan
- Jordanian Air Force

JAF operates three or four Patriot missile batteries, acquired from Germany. Batteries are in operational deployment.
 Kuwait
- Kuwait Air Force

In August 2010, the US Defense Security Cooperation Agency announced that Kuwait had formally requested to buy 209 MIM-104E PAC-2 missiles. In August 2012, Kuwait purchased 60 MIM-104F PAC-3 missiles, along with four radars and 20 launchers.
 Morocco
- Royal Moroccan Armed Forces[33][34]
  - PAC-3 ordered and to be operated by Royal Moroccan Army

 Hà Lan
- Royal Netherlands Army
  - Joint Ground-based Air Defence Command 802 Squadron (PAC-2 & PAC-3)

 Qatar
- Qatar Armed Forces

Tháng 11 năm 2012, Mỹ đã tuyên bố xuất khẩu 246 hệ thống MIM-104E GEM-T và 786 tên lửa PAC-3 cùng với các trang thiết bị có liên quan. Hệ thống đi vào hoạt động từ tháng 11 năm 2018.
 România
- Romanian Air Force
  - 74th Patriot Regiment (PAC-2 GEM-T & PAC-3 MSE)

Không quân Rumani nhận được hệ thống MIM-104 Patriot đầu tiên vào ngày 17/9/2020. Theo đó chính phủ Rumania đã ký hợp đồng mua tên lửa vào ngày 29/11/2017, bao gồm radar, hệ thống chỉ huy, antenna, bệ phóng tên lửa, và trạm cung cấp điện.[102] Hợp đồng cũng bao gồm 56 tên lửa Patriot MIM-104E (GEM-T) và 168 tên lửa Patriot Advanced Capability – 3 Missile Segment Enhancement. Giá trị của bản hợp đồng là 3,9 tỉ $. Qua đó Romania trở thành nước thứ 14 vận hành tên lửa Patriot và cũng là một trong hai nước từng thuộc khối hiệp ước Warsaw sở hữu loại tên lửa phòng không này.
 Saudi Arabia
- Royal Saudi Air Defense
- Part of "Peace Shield" Air Defense Profile

 South Korea
- Republic of Korea Air Force Air Defense & Guided Missile Command
  - 1st Air Defense Artillery Brigade (1st ADAB) (PAC-2 & PAC-3)
  - 2nd Air Defense Artillery Brigade (2nd ADAB) (PAC-2 & PAC-3)
  - 3rd Air Defense Artillery Brigade (3rd ADAB) (PAC-2 & PAC-3)

 Tây Ban Nha
- Spanish Army
  - Regimiento de Artillería antiaérea 73

 Thụy Điển
 UAE
 Hoa Kỳ
Lục quân Mỹ được bàn giao tổng cộng 1.106 bệ phóng tên lửa Patriot. Qua gần 35 năm, những hệ thống đời cũ đã hết niên hạn và được loại bỏ, số còn phục vụ năm 2010 là 483 bệ phóng.
- United States Army[40]
  - 11th Air Defense Artillery Brigade(11 ADA BDE)
    - 1st Battalion, 43rd Air Defense Artillery Regiment (1-43 ADA)
    - 2nd Battalion, 43rd Air Defense Artillery Regiment (2-43 ADA)
    - 3rd Battalion, 43rd Air Defense Artillery Regiment (3-43 ADA)
    - 5th Battalion, 52nd Air Defense Artillery Regiment (5-52 ADA)

  - 31st Air Defense Artillery Brigade(31 ADA BDE)
    - 3rd Battalion, 2nd Air Defense Artillery Regiment (3-2 ADA)
    - 4th Battalion, 3rd Air Defense Artillery Regiment (4-3 ADA)

  - 69th Air Defense Artillery Brigade  (69 ADA BDE)
    - 4th Battalion, 5th Air Defense Artillery Regiment (4-5 ADA)
    - 1st Battalion, 44th Air Defense Artillery Regiment (1-44 ADA)
    - 1st Battalion, 62nd Air Defense Artillery Regiment (United States) (1-62 ADA)

  - 108th Air Defense Artillery Brigade (108 ADA BDE)
    - 1st Battalion, 7th Air Defense Artillery Regiment (1-7 ADA)
    - 3rd Battalion, 4th Air Defense Artillery Regiment (3-4 ADA)

  - 35th Air Defense Artillery Brigade (35 ADA BDE), Eighth Army
    - 2nd Battalion, 1st Air Defense Artillery Regiment (2-1 ADA)
    - 6th Battalion, 52nd Air Defense Artillery Regiment (6-52 ADA)

  - 38th Air Defense Artillery Brigade
    - 1st Battalion, 1st Air Defense Artillery Regiment (1-1 ADA)

  - 5th Battalion, 7th Air Defense Artillery Regiment (5-7 ADA)
  - 3rd Battalion, 6th Air Defense Artillery Regiment (3-6 ADA)

## Link ngoài
- Aerojet Rocketdyne PAC-3 MSE Lưu trữ ngày 9 tháng 5 năm 2019 tại Wayback Machine
- CSIS Missile Threat – Patriot
- Official Raytheon (missile contractor) PATRIOT web site
- MIM-104 Patriot – Armed Forces International
- Lockheed Martin Patriot MIM-104E PAC III – Photos, H.A.F